# 1031 a tudományban
Az 1031. év a tudományban és a technikában.

## Születések
- Shen Kuo kínai polihisztor (meghalt: 1095)